# Nogent-l'Artaud
Nogent-l'Artaud là một xã ở tỉnh Aisne, vùng Hauts-de-France thuộc miền bắc nước Pháp.